# Бергамо, Гаспарен де
Гаспарен де Бергамо (Гаспарино да Барцицца; Gasparinus de Bergamo; ок. 1360 — ок. 1431, Милан) — итальянский грамматик, учитель, автор нового эпистолярного стиля, основанного на письмах Цицерона.
Вместе с Пьетро Паоло Верджерио Старшим стоял у истоков гуманизма в Падуе. Как и другие ранние итальянские гуманисты, он преподавал риторику, грамматику, этику с целью возрождения латинской литературы.

## Биография

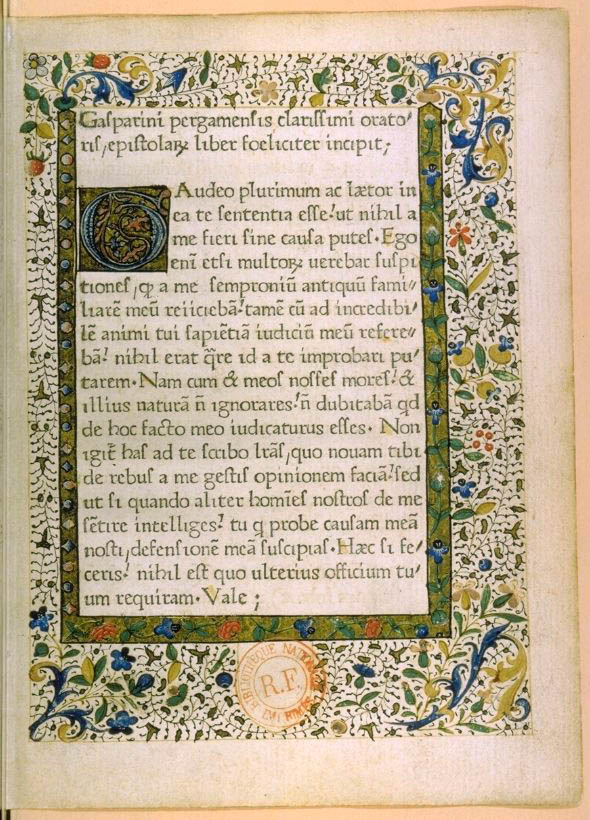
Страница из «Письмовника» Гаспарена де Бергамо, напечатанного Ульрихом Герингом в 1470 году

Гаспарено ди Пьетробуоно родился в деревне Барцицца, близ Бергамо. Учился грамматике и риторике в Павии. Преподавал там с 1403 по 1407 годы, после чего отправился в Венецию, где работал частным учителем в семье Барбаро.
Не имея возможности для открытия школы в Венеции, Гаспарино переезжает в Падую, где преподает с 1407 по 1421 годы. Это был самый продуктивный период в его жизни: здесь он пишет свои работы, здесь же он обретает известность как ученый и преподаватель. Он читает лекции по риторике, а также по латинским авторам: Сенеке, Цицерону, Вергилию и Теренцию. Он открывает гуманистическую начальную школу, в которой учились Витторино да Фельтре, Леон Баттиста Альберти, Антонио Беккаделли.
Затем Гаспарено преподавал в Ферраре, а в 1418, по приглашению Филиппо Мария Висконти, открыл начальную школу в Милане, подобную падуанской. С 1421 года преподавал в Милане, а также служил придворным оратором у герцога Висконти.
Кроме того, Гаспарено служил секретарем папы Мартина V, и на этом посту участвовал в Констанцском соборе. 
Гаспарено умер в Милане около 1431 года.
От брака с Лукрецией Альярди у него был сын Гимфорте (Гинифорто) Барцицца (ок. 1406—1463), который также стал знаменитым ученым и писателем. Гимфорте женился на Джованнине Малабарба.

## Труды
Одна из работ Гаспарено, Liber epistolarum («Письмовник») или Epistolae Gasparini («Письма Гаспарена») стала первой книгой, вышедшей во Франции. В 1470 году её издали книгопечатник Ульрих Геринг с партнерами по указанию Иоганна Хейнлина (Johann Heynlin). Это сочинение предназначалось для студентов, оно учило изящной и элегантной латыни, а также композиции в прозе.
Среди других работ Гаспарено:
- Tractatus de compositione (ок. 1420): учебник по риторике и литературному стилю. В нём Гаспарено выступает за возвращение к основам стиля, которыми пользовались античные ораторы.
- Ortographia: руководство по латинской орфографии.